# الميثاق
الميثاق هو اسم لائتلاف المستقلين والأحزاب السياسية المرتبطة بالنظام الأسبق في موريتانيا. أحرزت مؤسسة الميثاق (الائتلاف) في انتخابات التشريعية 19 نوفمبر و 3 ديسمبر، 2006 تقدما ملحوظا حيث حصدت 41 مقعدا من أصل 95 في انتخابات الجمعية الوطنية، وفي انتخابات 21 يناير وفبراير 4، 2007، حيث حصدت 34 مقعدا من أصل 56 مقعدا في مجلس الشيوخ.
أعلن الائتلاف في 28 يناير 2007، دعمه للرئيس الموريتاني السابق سيدي ولد الشيخ عبد الله في الانتخابات الرئاسية التي نظمت في مارس 2007.